# على غرار الأكاذيب والأسرار والصمت
على غِرار الأكاذيب والأسرار والصمت (ردمك 0393312852) كتاب غير خيالي يتألف من 310 صفحة لأدرين ريتش نشره دبليو دبليو نورتون وشركاه عام 1979. يتحدث الكتاب عن «أدريان ريتش» وجوانب حياتها وعملها. وهناك مواضيع أخرى يشتمل عليها الكتاب من بينها السياسة واللغة والعنصرية والتاريخ.